# 伊原凛
伊原 凛（いはら りん、1982年10月24日 - ）は、日本の元タレント。東京都出身。夫はお笑いコンビダウンタウンの松本人志。韓国籍で本名：宣喜娜（ソンヒナ）。

## 略歴
聖心女子学院高等科を卒業後、モデルやタレントとして活動。オスカープロモーションに所属していた。
2006年4月から日本テレビ系情報番組『ズームイン!!SUPER』にお天気キャスターとして出演。2008年9月をもって番組を卒業し、芸能活動を引退した。
2009年5月、19歳年上のダウンタウン・松本人志とできちゃった結婚。同年6月26日、芝公園のザ・プリンス パークタワー東京で結婚披露宴。同年10月6日に第1子女児を出産。

## 人物
- 芸能活動するにあたって、両親から猛反対を受けたが、何があっても25歳で芸能活動を辞めるという約束で芸能界入りした。実際に25歳で番組のレギュラーを卒業し、芸能界を引退した。
- 2006年1月放送のTBS系「ドリームマッチ」で松本と知り合う[3]。2018年1月19日にフジテレビ系で放送された「ダウンタウンなう」で、伊原との出会いについて、SHIHOから「（奥さんと）どうやって会ったの?知りたい」と追及された松本は、「番組でアシスタントみたいなことしてて。その後、飲みに行って。（飲みは）後輩が誘って…」と打ち明けている[3]。
- 松本によれば「できちゃった結婚と言われているが、元々結婚するつもりだった」という。伊原がタクシーに乗車中に事故に遭い、酷い怪我は無かったものの、すぐに病院へ搬送されレントゲンを撮る際に医師から「妊娠している可能性はありますか?」と聞かれ、伊原本人も妊娠はしていないと答えたが、検査したところ妊娠が発覚した。すぐ松本に電話し、エコー写真を見せると「良いタイミングだから」と結婚することとなった。
- 趣味はデッサン、水彩画、フラワーデザイン、和太鼓。剣道1級。

## 出演

### テレビ
- ズームイン!!SUPER（2006年4月 - 2008年9月、日本テレビ） - お天気キャスター
- BSスタイル（NHK-BS）
- タモリ倶楽部 地上で地下鉄の音を聴く!?東京聴き鉄MAP（2007年8月10日、テレビ朝日） - マネージャーがロケに参加した関係で出演。

### ラジオ
- ACCESS TO YOU（2007年10月 - 2008年9月、FM NACK5） - パーソナリティ

### 雑誌
- CanCam（小学館）
- DIME（小学館）
- JJ 小冊子（光文社）